# دهستان زری
دهستان زری نام دهستانی در بخش قطور شهرستان خوی، استان آذربایجان غربی در ایران است. براساس سرشماری مرکز آمار ایران در سال ۱۳۸۵، جمعیت آن ۹۵۱۳ نفر (۱۷۲۹ خانوار) بوده‌است.